# Erik Windfeld-Hansen
Erik Windfeld-Hansen (13. maj 1897 i København – 15. marts 1975) var en dansk civilingeniør og direktør.
Ha var søn af fabrikant, cand.pharm. J.A. Windfeld-Hansen og hustru Jensine Marie f. Bertelsen, blev student fra Plockross' Skole 1915 og cand.polyt. (bygningsingeniør) i 1921.
Han var i værkstedspraksis ved F.L. Smidth & Co.'s værksteder samme år, var medindehaver af firmaet Theodor Møllers Olieraffinaderi i København 1922-29, adm. direktør for og medlem af bestyrelsen for A/S Theodor Møllers Olieraffinaderi fra 1929 (1930 ændret navn til A/S Dansk Mineraloliefabrik, der i 1964 ændredes til A/S Dutol-oil), medlem af bestyrelsen for Dansk Smøreolie A/S 1922-64, adm. direktør og medlem af bestyrelsen for A/S Dansk Tank-Import 1936, medindehaver af I/S Dansk Tank-Import 1941 og Windfeld-Hansen I/S.
Han var medlem af Brændselsolienævnet og af dettes arbejdsudvalg 1939 til dets ophævelse 1953, næstformand i styrelsen for Mineralolie Brancheforeningen 1932, formand 1952-65, derefter æresmedlem, næstformand i Mineralolie Brancheforeningens indkøbscentral 1941-46, medlem af Grosserer-Societetets repræsentantskab fra 1943 og af Sø- og Handelsretten 1952-67, medlem af bestyrelsen for A/S Windfeld-Hansens Bomuldsspinderi i Vejle fra 1949 og for Financieringsselskabet af 1941 fra 1950. Han var Ridder af Dannebrog.
Han blev gift 9. juni 1922 med Esther Susanna Levy (13. marts 1903 i København – ?), datter af forfatteren Louis Levy og hustru redaktør Clara Levy f. Larsen. Hans datter Hanne Windfeld-Hansen (født 1929) er mor til arkitekten Dorte Mandrup.